# Нагапаттінам
Нагапаттінам (там. நாகப்பட்டினம்) — місто в індійському штаті Тамілнаду. Є адміністративним центром округу Нагапаттінам.

## Географія
Місто розташовано за 350 км на південь від Ченнаї та за 145 км на схід від Тіручирапаллі.

### Клімат
Місто знаходиться у зоні, котра характеризується кліматом тропічних саван. Найтепліший місяць — травень із середньою температурою 31.3 °C (88.4 °F). Найхолодніший місяць — грудень, із середньою температурою 25.5 °С (77.9 °F).
| Клімат Нагапаттінама    | Клімат Нагапаттінама | Клімат Нагапаттінама | Клімат Нагапаттінама | Клімат Нагапаттінама | Клімат Нагапаттінама | Клімат Нагапаттінама | Клімат Нагапаттінама | Клімат Нагапаттінама | Клімат Нагапаттінама | Клімат Нагапаттінама | Клімат Нагапаттінама | Клімат Нагапаттінама | Клімат Нагапаттінама |
| Показник                | Січ.                 | Лют.                 | Бер.                 | Квіт.                | Трав.                | Черв.                | Лип.                 | Серп.                | Вер.                 | Жовт.                | Лист.                | Груд.                | Рік                  |
| Середній максимум, °C   | 29                   | 30,4                 | 32,2                 | 34                   | 35,7                 | 35,5                 | 34,6                 | 33,9                 | 33,3                 | 31,7                 | 29,8                 | 28,6                 | 32,4                 |
| Середня температура, °C | 25,5                 | 26,5                 | 28,2                 | 30,2                 | 31,3                 | 31,1                 | 30,3                 | 29,6                 | 29,2                 | 28,1                 | 26,6                 | 25,5                 | 28,5                 |
| Середній мінімум, °C    | 22,1                 | 22,7                 | 24,3                 | 26,4                 | 27                   | 26,7                 | 26                   | 25,4                 | 25,2                 | 24,6                 | 23,5                 | 22,5                 | 24,7                 |
| Норма опадів, мм        | 30.2                 | 13.5                 | 15.8                 | 28.6                 | 51.7                 | 38                   | 53.1                 | 92.5                 | 101.8                | 185.8                | 235.2                | 154.8                | 1000.9               |
| ----------------------- | -------------------- | -------------------- | -------------------- | -------------------- | -------------------- | -------------------- | -------------------- | -------------------- | -------------------- | -------------------- | -------------------- | -------------------- | -------------------- |
| Джерело: Weatherbase    |                      |                      |                      |                      |                      |                      |                      |                      |                      |                      |                      |                      |                      |

## Демографія
За даними загального перепису 2001 року у місті проживали 92 525 осіб, з яких чоловіків і жінок було порівну. Рівень писемності дорослого населення становив 74 % (за загальноіндійського показника 59,5 %). Рівень писемності серед чоловіків становив 80 %, серед жінок — 69 %. 12 % населення були молодшими за 6 років.